# Anne Ingstadbjørg

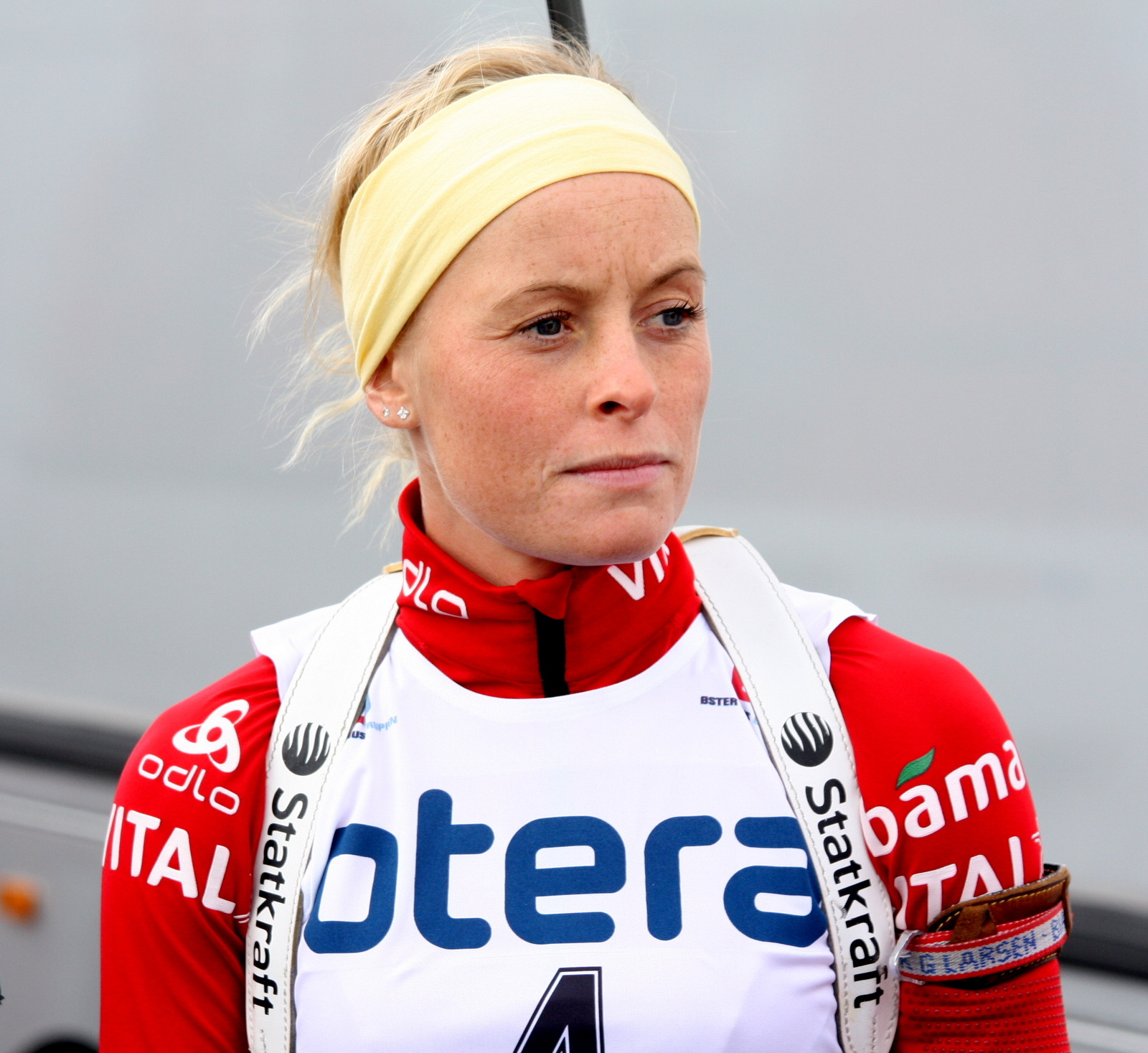
Anne Ingstadbjørg beim Blinkfestival in Sandnes 2009

Anne Ingstadbjørg (* 14. Mai 1979) ist eine ehemalige norwegische Biathletin.
Anne Ingstadbjørg machte ihre ersten Rennen auf internationaler Ebene bei den Juniorenweltmeisterschaften 1998 in Jericho. Sowohl im Einzel wie auch im Sprint wurde sie hier 13. 2002 wurde sie erstmals im Europacup in Ål eingesetzt. Ihr erstes Rennen war ein Einzel, das sie als Zehnte beendete. Mehrfach konnte sie hier Platzierungen unter den Besten erreichen. Bei den Europameisterschaften in Minsk 2004 erreichte sie in der Staffel einen sechsten Platz. In Pokljuka gab sie 2005 bei einem Sprintrennen (68.) ihr Debüt im Biathlon-Weltcup. Von nun an wurde sie wechselweise im Europa- und Weltcup eingesetzt. Es dauerte noch bis zur Saison 2006/07, bis sie in Oslo am Holmenkollen als 29. erstmals Weltcuppunkte sammeln konnte. Schon 2006 konnte sie in Hochfilzen in einem Staffelrennen als Achte ein gutes Staffelergebnis erreichen. Ihr größter Erfolg war ein zweiter Platz mit der Staffel in Ruhpolding 2008.

## Biathlon-Weltcup-Platzierungen
Die Tabelle zeigt alle Platzierungen (je nach Austragungsjahr einschließlich Olympische Spiele und Weltmeisterschaften).
- 1.–3. Platz: Anzahl der Podiumsplatzierungen
- Top 10: Anzahl der Platzierungen unter den ersten zehn (einschließlich Podium)
- Punkteränge: Anzahl der Platzierungen innerhalb der Punkteränge (einschließlich Podium und Top 10)
- Starts: Anzahl gelaufener Rennen in der jeweiligen Disziplin
- Staffel: inklusive Mixed- und Single-Mixed-Staffeln

| Platzierung         | Einzel | Sprint | Verfolgung | Massenstart | Staffel | Gesamt |
| ------------------- | ------ | ------ | ---------- | ----------- | ------- | ------ |
| 1. Platz            |        |        |            |             |         |        |
| 2. Platz            |        |        |            |             | 1       | 1      |
| 3. Platz            |        |        |            |             |         |        |
| Top 10              |        |        | 1          |             | 9       | 10     |
| Punkteränge         | 6      | 6      | 5          |             | 9       | 26     |
| Starts              | 10     | 21     | 13         |             | 9       | 53     |
| Stand: Karriereende |        |        |            |             |         |        |